# Ginástica artística nos Jogos Pan-Americanos de 2019 - Salto feminino
A competição de salto sobre a mesa feminino foi um dos eventos da ginástica artística nos Jogos Pan-Americanos de 2019. Foi disputada no Polideportivo Villa El Salvador no dia 30 de julho. 

## Calendário
Horário local (UTC-5).
| Data        | Horário | Fase  |
| ----------- | ------- | ----- |
| 30 de julho | 13:30   | Final |

## Medalhistas
| Ouro   | CAN Ellie Black        |
| Prata  | CUB Yesenia Ferrera    |
| Bronze | CAN Shallon Jade Olsen |

## Resultados

### Qualificação
| Pos. | Ginasta                 | Resultado | Notas |
| ---- | ----------------------- | --------- | ----- |
| 1    | CAN Ellie Black         | 14.425    | Q     |
| 2    | CUB Yesenia Ferrera     | 14.175    | Q     |
| 3    | ARG Martina Dominici    | 14.150    | Q     |
| 4    | USA Alleah Finnegan     | 14.125    | Q     |
| 5    | CAN Shallon Jade Olsen  | 13.950    | Q     |
| 6    | GUA Ana Irene Palacios  | 13.925    | Q     |
| 7    | CHI Franchesca Santi    | 13.825    | Q     |
| 8    | ARG Makarena Pinto      | 13.675    | Q     |
| 9    | GUA Marcia Vidiaux      | 13.650    | R     |
| 10   | DOM Yamilet Peña        | 13.625    | R     |
| 11   | PUR Paula Andrea Mejias | 13.350    | R     |

### Final
| Pos.              | Ginasta                | Resultado | Notas |
| ----------------- | ---------------------- | --------- | ----- |
| Medalha de ouro   | CAN Ellie Black        | 14.450    |       |
| Medalha de prata  | CUB Yesenia Ferrera    | 14.391    |       |
| Medalha de bronze | CAN Shallon Jade Olsen | 14.183    |       |
| 4                 | GUA Ana Irene Palacios | 13.849    |       |
| 5                 | CHI Makarena Pinto     | 13.750    |       |
| 6                 | ARG Martina Dominici   | 13.666    |       |
| 7                 | CUB Marcia Vidiaux     | 13.583    |       |
| 8                 | CHI Franchesca Santi   | 13.516    |       |